# アスカム (自動車メーカー)
アスカム（Askam, Kamyon İmalat ve Tic. A.Ş トラック製造貿易会社）は、トルコの貨物自動車とバンの製造開発を行う企業。チフチラー・ホールディング（Çiftçiler Holding）の子会社であった。

## 歴史
アスカムは、1962年にクライスラーが60%の所有権を持つ合弁会社として設立され、当初はクライスラー・サナイー（Chrysler Sanayi）として販売されていた。トラックの製造は、1964年にファーゴ（Fargo）デ・ソト（De Soto）ダッジ（Dodge）のブランド名で開始されている。製造された大半のモデルは、クライスラーが開発した開発途上国向けのキャブを使用しており、このキャブは倒産まで改良を続けながらアスカムで使用されている。また、殆どの車両にキャタピラーの子会社であるパーキンス・エンジンが製造したエンジンが搭載されている。
1978年に、クライスラーは保有していた株式の全てを地元のパートナーや所有者に対し売却。ダイムラー・ベンツとの合併後、社名を「Askam Kamyon Imalat ve Ticaret AŞ」に変更しファーゴとデ・ソトブランド名での車両を製造している。
2015年に倒産。全ての製造を中止した。

## 製品

### トラック
- Hi-Ex
- 8 Litre
- AS 950

### ライトコマーシャル
- Fargo Fora
- AS 250

### その他
- AS 250 Safari

## 画像

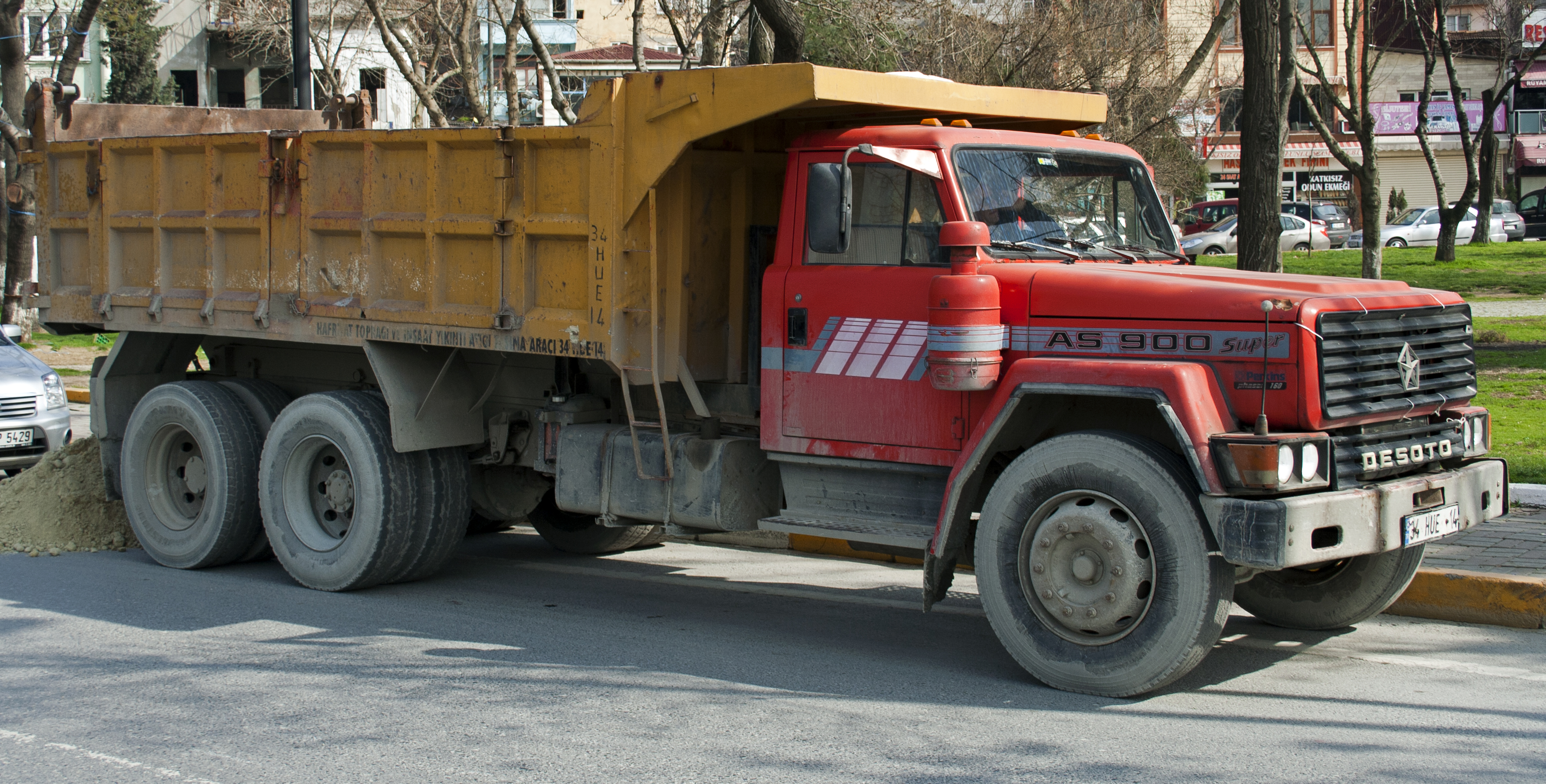
アスカム デ・ソト AS900
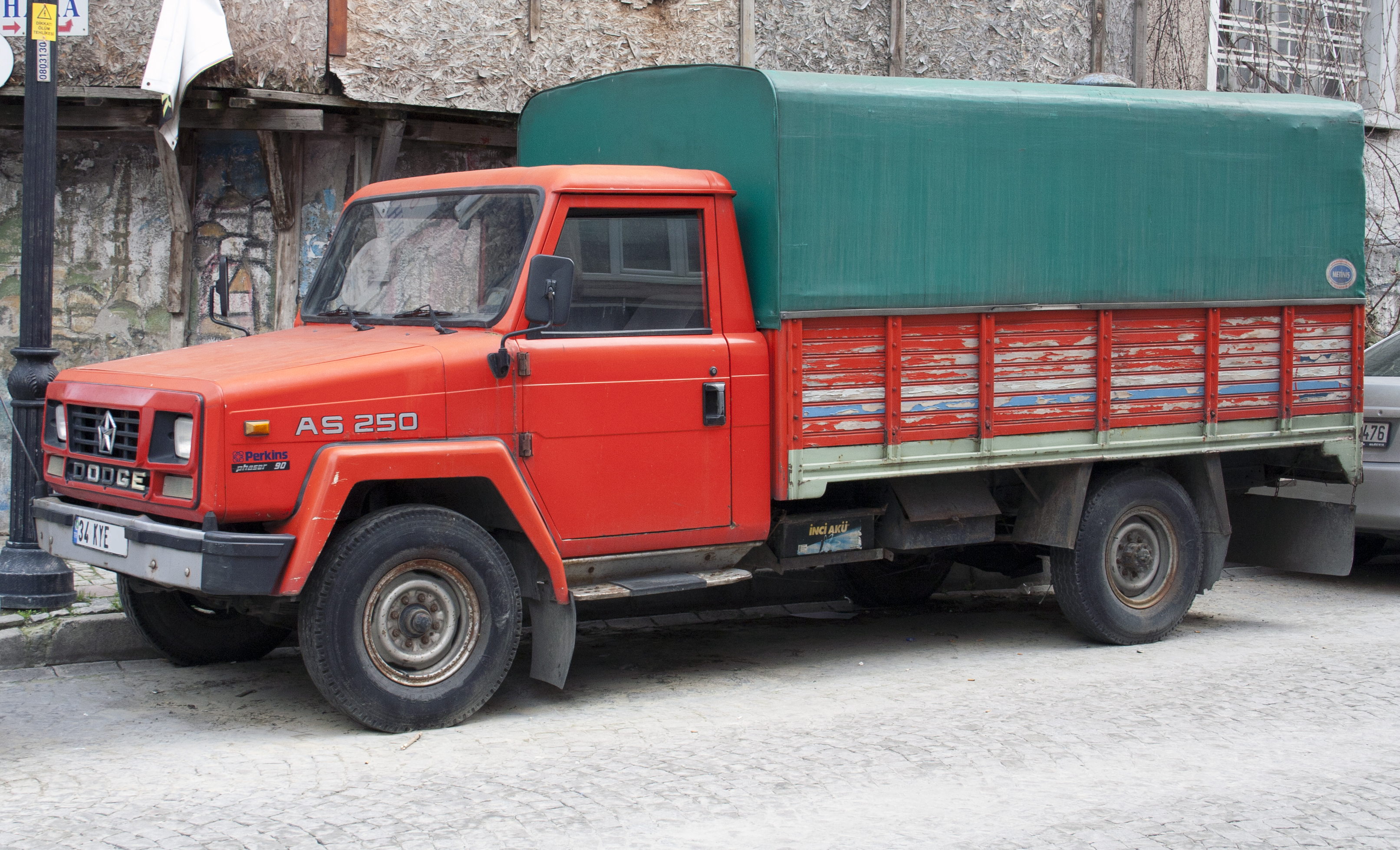
アスカム ダッジ AS250
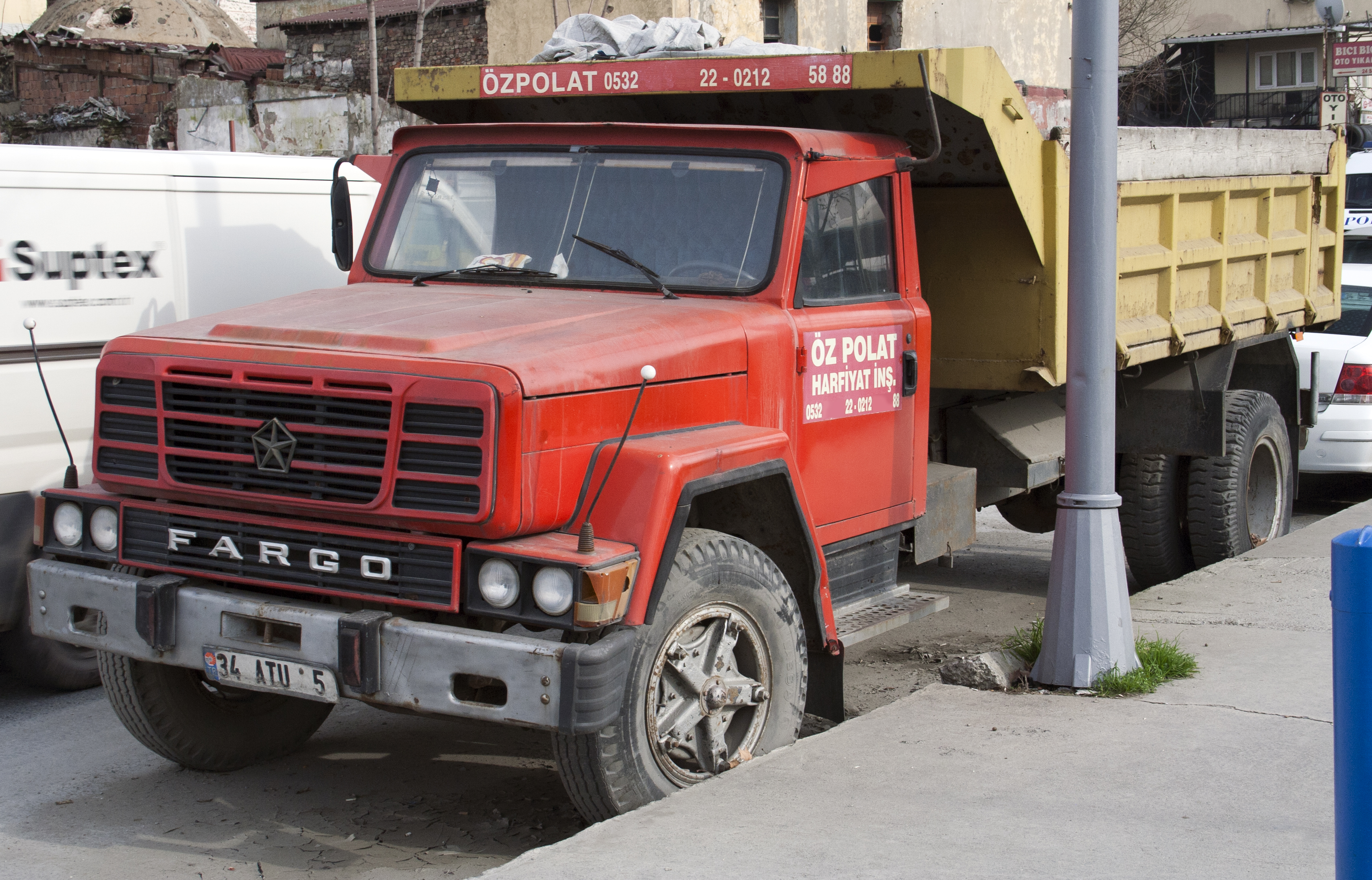
アスカム ファーゴ